# ブエナ・ファミリア
『ブエナ・ファミリア』（原題: Buena Familia）は、フィリピンのテレビドラマ。GMAネットワークで2015年7月28日から2016年3月4日まで放送された。
タイトルの意味は「良い家族」。

## 登場人物
セリーヌ・ブエナ / ロシェル・カーター
演：カイリー・パディーヤ
ダリーナ「ダーリング」ブエナ
演：ジュリー・アン・サン・ホセ
エドウィン・ブエナ
演：ジュリアン・トロノ
フェイ・ブエナ
演：モナ・ルイーズ・レイ
ベッティナ・アグラヴァンテ・ブエナ / サリー・ロサレス
演：アンジェル・デ・レオン
アーサー・ブエナ
演：ボビー・アンドリュース
ジョセフィン・カーター
演：シェリル・クルス
ケビン・アコスタ
演：ジェイク・バルガス
ハリー・アテンディド
演：マルティン・デル・ロザリオ
アイリス・フロレンシオ
演：ジャッキー・ライス
ヴァネス・カストロ
演：ライザ・セノン
オルガ・ヴェルガラ
演：アイセル・サントス
ローレン・ヴィーヤコル
演：メイトン・エウヘニオ
ダグロリア・ラカザ
演：メル・キムラ
アレクシス・マヌエル
演：ルー・シソン
マリッサ・アグラヴァンテ
演：テシー・トーマス